# Molokaikruiper
De molokaikruiper (Paroreomyza flammea) is een uitgestorven zangvogel uit de familie Fringillidae (vinkachtigen) die leefde in de Amerikaanse staat Hawaï. Deze kruiper werd ook wel beschouwd als een ondersoort van de oahukruiper (P. maculata) samen met de hawaiikruiper (Loxops mana). Tot in de jaren 1890 had deze soortgroep een grotere verspreiding.

## Verspreiding en leefgebied
Deze soort was endemisch op Molokai, een eiland van Hawaï. In 1907 was het nog een algemene vogel, maar daarna namen de populatie-aantallen snel af door habitatverlies en de import van voor vogels fatale ziekten via invasieve soorten muggen. De laatste exemplaren werden waargenomen tussen 1961 en 1963 in het Kamakou bosreservaat op het oostelijk gelegen plateau van het eiland. Uitgebreid onderzoek in de late jaren 1970 en 1980 leverde geen nieuwe waarnemingen.